# Porcellionides sexfasciatus
Porcellionides sexfasciatus is een pissebed uit de familie Porcellionidae. De wetenschappelijke naam van de soort is voor het eerst geldig gepubliceerd in 1847 door Koch.